# (7004) Markthiemens
(7004) Markthiemens est un astéroïde de la ceinture principale.

## Description
(7004) Markthiemens est un astéroïde de la ceinture principale. Il fut découvert le 24 juillet 1979 à Siding Spring par Schelte J. Bus. Il présente une orbite caractérisée par un demi-grand axe de 2,32 UA, une excentricité de 0,18 et une inclinaison de 5,0° par rapport à l'écliptique.

## Compléments